# Johann Christoph Bach (1671-1721)
Johann Christoph Bach (Eisenach, 16 giugno 1671 – Ohrdruf, 22 febbraio 1721) è stato un organista e compositore tedesco.

## Biografia
Johann Cristoph Bach nacque ad Eisenach il 16 giugno 1671. Figlio di Johann Ambrosius Bach e fratello del più famoso Johann Sebastian Bach, studiò ad Erfurt tra il 1685 e il 1688 con Johann Pachelbel. Fu organista alla Thomaskirche a Erfurt. In seguito sostituì lo zio Heinrich Bach ad Arnstadt, fu poi a Ohrdruf, organista alla Michaeliskirche e dal 1700 insegnante al Lyceum. Dal 1695 al 1700 fu insegnante del giovane Johann Sebastian, che gli dedicò il "Capriccio in honorem Johann Christoph Bachii Ohrdruf" BWV 993, da non confondere con l'altro capriccio di Johann Sabastian, il "Capriccio sopra la lontananza del suo fratello dilettissimo" BWV 992, dedicato invece ad un altro fratello, Johann Jacob.   
Johann Christoph è ricordato per varie composizioni e sonate.